# Championnats de France d'athlétisme 1898
Navigation
Championnats 1897 Championnats 1899
Les Championnats de France d'athlétisme 1898 ont eu lieu le 26 juin 1898 à la Croix-Catelan de Paris.

## Palmarès

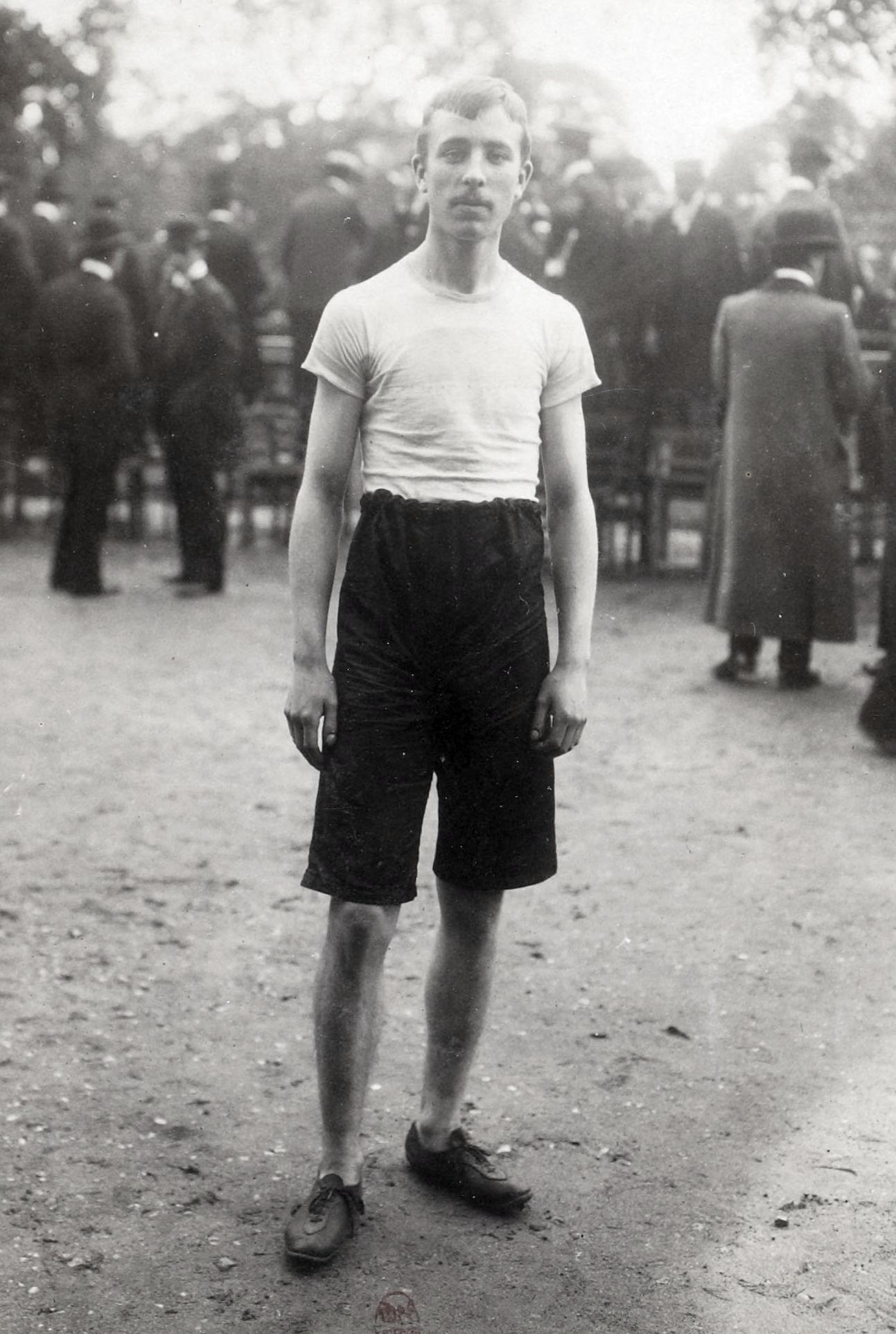
Albert Delannoy, champion de France du saut en longueur en 1898.

| Discipline       | Athlète               | Athlète      |
| ---------------- | --------------------- | ------------ |
| 100 m            | Charles Robert        | 11 s 2       |
| 400 m            | René Widmer           | 52 s 6       |
| 800 m            | Georges Campbell-Wood | 2 min 5 s 8  |
| 1 500 m          | Georges Campbell-Wood | 4 min 24 s 4 |
| 110 m haies      | Joseph Jugelet        | 17 s 8       |
| 400 m haies      | Henri Tauzin          | 59 s 4       |
| Saut en hauteur  | Frédéric Combemale    | 1,65 m       |
| Saut à la perche | Émile Gontier         | 2,90 m       |
| Saut en longueur | Albert Delannoy       | 6,18 m       |
| Lancer du poids  | Max Kurtz (GER)       | 10,72 m      |
| Lancer du disque | Émile Gontier         | 31,47 m      |